# 小泉仰
小泉 仰（こいずみ たかし、1927年 - 2020年）は、日本の教育者、文学者。学位は、文学博士。慶應義塾大学名誉教授、慶應義塾福澤研究センター顧問、福澤諭吉協会理事、日本比較思想学会理事、日本イギリス哲学会名誉会員、日本基督教団中渋谷教会長老。

## 経歴
- 1950年（昭和2年）、慶應義塾大学文学部を卒業。
- 1960年（昭和35年）、ミシガン大学哲学修士。
- 1967年（昭和42年）、慶應義塾大学文学部（倫理学専攻）助教授。
- 1969年（昭和44年）、慶應義塾大学文学部教授。
- 1991年（平成3年）、国際基督教大学社会科学科歴史専修教授。
- 1995年（平成7年）、北京日本学研究センター客員教授。
- 1999年（平成11年）〜2001年（平成13年）3月、目白大学人文学部客員教授。
- 2020年（令和2年)、10月6日急性心筋梗塞で死去。葬儀は近親者のみで行われた。

## 代表的な著書

### 単著
- 『ミル』　牧書店〈世界思想家全書〉、1964年
- 『道徳教育の哲学』　東京堂出版、1970年
- 『比較思想のすすめ』　ミネルヴァ書房、1979年
- 『ミルの世界』　講談社〈講談社学術文庫〉、1988年 ISBN 978-4061588295
- 『西周と欧米思想との出会い』　三嶺書房、1989年 ISBN 978-4914906931
- 『倫理学』　慶應通信、1990年 ISBN 978-4766404517
- 『中村敬宇とキリスト教』　北樹出版、1991年 ISBN 978-4893842015
- 『Ｊ．Ｓ．ミル』　研究社出版、1997年 ISBN 978-4327352202
- 『福澤諭吉の宗教観』　慶應義塾大学出版会、2002年 ISBN 978-4766409338
- 『預言者エレミヤと現代』　教文館、2002年 ISBN 978-4764272088

### 監訳著
- リチャード・マーヴィン・ヘア（著） 『倫理と現代社会—役立つ倫理学を求めて』　御茶の水書房、1981年
- ジェームス・ガウアンロック（著） 『公開討議と社会的知性—ミルとデューイ 』　御茶の水書房、1994年

### 共著
- 粟田賢三（編）、上山春平（編） 『岩波講座哲学　第9—価値』　岩波書店、1968年
- 村井実 (著）　『道徳と教育　1—現代道徳の論理』　東洋館出版社、1972年
- 山内恭彦（著）、樫山欽四郎（著）、栗田直躬（著）、湯浅泰雄（著）、飯島宗享（著）、小泉仰（著）、坂本百大（著）、浜井修（著）『悪と死＝倫理の課題』二玄社、1974年
- 伊藤友信（著）、小泉仰（著）、小山宙丸（著）、島田燁子（著）、中里良男（著）、峰島旭雄（著）『転換期の倫理』北樹出版、1979年
- 福沢諭吉協会　『福沢諭吉年鑑　9』　慶應通信、1982年
- 日本倫理学会（編） 『現代倫理学と分析哲学』　以文社、1983年
- 新田大作（編） 『中国思想研究論集—欧米思想よりの照射』　雄山閣出版、1986年
- 田村芳朗（著）、アルフォンス・デーケン（著）、木村利人（著）、田丸徳善（著）、滝本往人（著）、小泉仰（著）、峰島旭雄（著）『新しい生命倫理を求めて』（フマニタス選書13）北樹出版、1989年
- 峰島旭雄（著）、丸野稔（著）、増田与（著）、山岡道男（著）、谷中信一（著）、依田憙家 (著） 『大隈重信『東西文明之調和』を読む』　北樹出版、1990年 ISBN 978-4893841933
- 武田清子（著）、峰島旭雄（著）、山下重一（著） 『イギリス思想と近代日本』　北樹出版、1992年 ISBN 978-4893842459

### 共訳著
- V.R.ポッター（著）、今堀和友、小泉仰、斎藤信彦（訳） 『バイオエシックス　生存の科学』　ダイヤモンド社、1974年
- イジドー・エプスタイン（著）、安積鋭二（訳） 『ユダヤ思想の発展と系譜』　紀伊国屋書店、1975年
- マックス・シェーラー（著）、小泉仰〔他〕（訳） 『シェーラー著作集　5—価値の転倒（下）』　白水社、1977年　新装復刊版、2002年 ISBN 978-4560025345
- リチャード・マーヴィン・ヘア（著）、大久保正健（訳） 『道徳の言語』　勁草書房〈双書プロブレーマタ〉、1982年 ISBN 978-4326198719

### 共編著
- 慶應義塾大学価値意識研究会（編） 『子供たちから見た世界—家庭・自己・友人・学校』　勁草書房、1984年
- 杉原四郎（編）、山下重一（編） 『J.S.ミル研究』　御茶の水書房、1992年 ISBN 978-4275014542
- 浮田雄一（編） 『講座比較思想　転換期の人間と思想　第2巻—日本の思想を考える』　北樹出版、1993年 ISBN 978-4893843227
- 峰島旭雄教授古稀記念論集刊行会（編） 『東西における知の探究—峰島旭雄教授古稀記念論集』　北樹出版、1998年 ISBN 978-4893846327

### 監修著
- 西洋思想受容研究会（編） 『西洋思想の日本的展開—福澤諭吉からジョン・ロールズまで』　慶應義塾大学出版会、2002年 ISBN 978-4766409512

### 解説
- 富田正文（編）、土橋俊一（編） 『福沢諭吉選集〈第11巻〉』　岩波書店、1981年 ISBN 978-4001006810